# Topelia
Topelia est un Îlot urbain situé à proximité de la Place du Sénat à Helsinki en Finlande et occupé par Université d'Helsinki. 

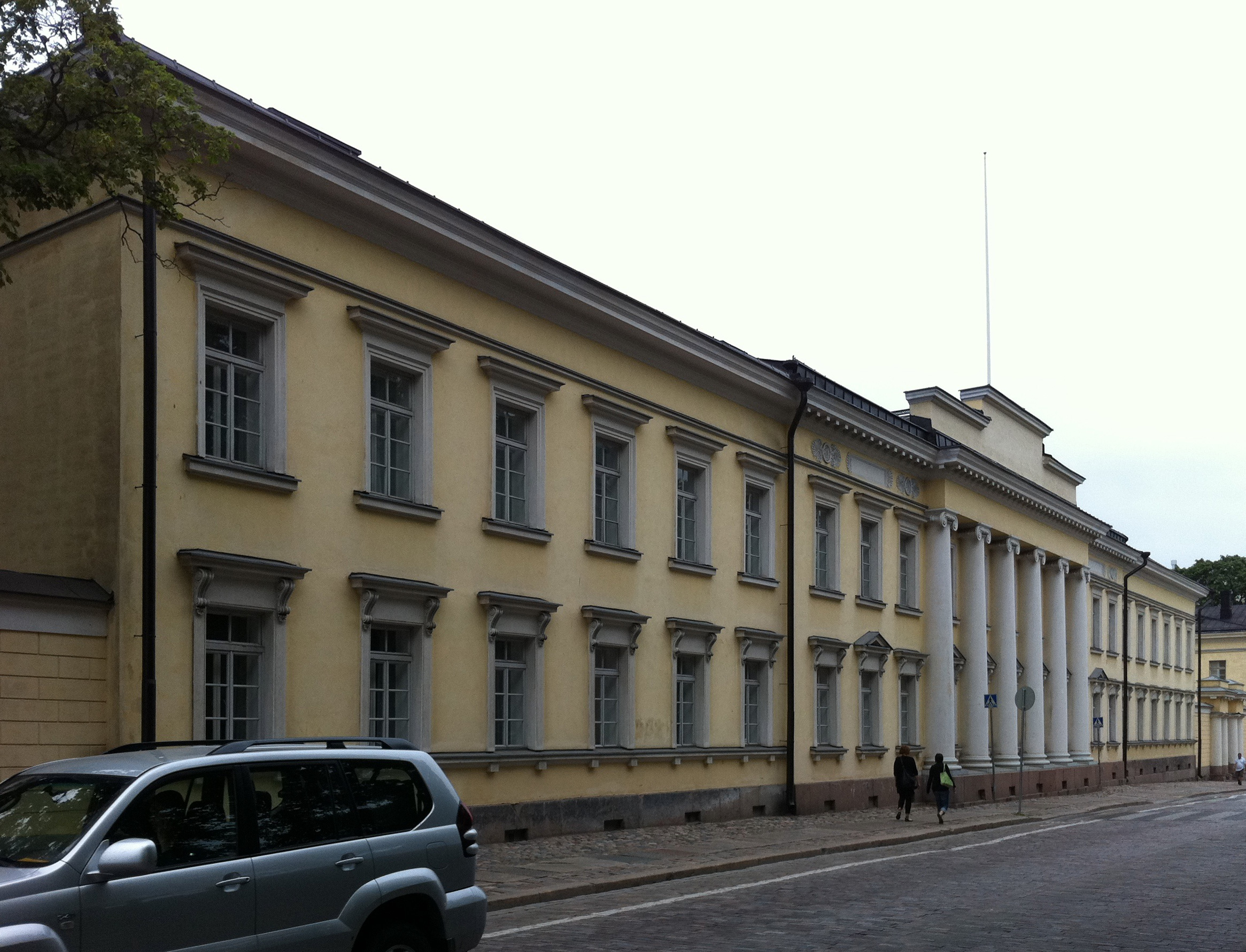
Le bâtiment principal de l'école de cantonistes.

## Description
Topelia est délimité par à l'est par la rue Unioninkatu, au sud par la rue Kirkkokatu, à l'ouest par la rue Fabianinkatu et au nord par Metsätalo. 
L'îlot Topelia est occupé par les facultés et instituts de sciences humaines de l'Université d'Helsinki.

## Histoire de Topelia
Les premiers bâtiments, construits dans les années 1820, abritent une école de cantonistes qui forme les orphelins pour servir dans l'armée russe.
En 1821–1830 le bâtiment principal et deux ailes attenantes sont construits sur la rue  Unioninkatu. 
Le bâtiment principal est occupé par les logements des élèves, son aile sud par les logements du personnel et le bâtiment au sud les salles de classe. Le projet est dirigé par  Carl Ludvig Engel.
En 1832 l'école est transformé en hôpital militaire russe. Pendant les années 1850–1860, on construit de nombreux autres bâtiments sur les franges nord, sud et ouest qui seront par la suite agrandis de sorte que la parcelle finit par former un îlot fermé. Dans le bâtiment principal on construit une église orthodoxe hospitalière.
À l’indépendance de la Finlande, l'hôpital militaire perd sa fonction et en 1918 ses espaces servent au Centre hospitalier universitaire que le département de médecine interne occupera jusqu'en 1995. de nombreuses modifications et travaux de rénovation ont été  réalisés en particulier en 1975–1980.  
En 1995 l’îlot est rénové pour servir à la faculté de sciences humaines de l'Université d'Helsinki.  En 1998, Zachris Topelius inaugure le bâtiment universitaire baptisé Topelia.